# Cancoillotte
El cancoillotte o cancoyotte és un formatge suau i fresc, semblant al recuit, produït principalment a França al Franc-Comtat (departament de Doubs) però també a Lorena i Luxemburg, on també se l'anomena Kachkéis (formatge cuit), fabricat a partir del metton un formatge de llet de vaca desnatada. Està assaonat amb fines herbes i resulta més una salsa que un formatge. És típic de la gastronomia del Franc-Comtat.

## Presentació
El nom està documentat des del segle xix, a partir de coille que deriva de la variant del Franc-Comtat del verb cailler, en català «quallar». És un recuit a base de metton assecat, la qual cosa dona com a resultat un formatge baix en greix. El formatge es fa en fondre el quallat sec sobre una petita flama, amb una mica d'aigua o llet abans d'afegir-li sal o mantega. De vegades s'hi barreja all. Un bon cancoillotte es fon amb molta mantega. Cancoillotte es ven prefos als supermercats francesos, especialment a la França oriental.
A Luxemburg, el Kachkéis es menja normalment sobre un entrepà obert sobre el qual s'hi ha untat mostassa.